# گمینا راجیوو
گمینا راجیوو (به لهستانی:  Gmina Radziejów) یک گمینا در لهستان است که در شهرستان راجیوف واقع شده‌است. گمینا راجیوو ۹۲٫۶ کیلومتر مربع مساحت و ۴٬۴۰۲ نفر جمعیت دارد.